# Derradji Bousselah
Derradji Bousselah è un comune dell'Algeria, situato nella provincia di Mila.